# Cray J90

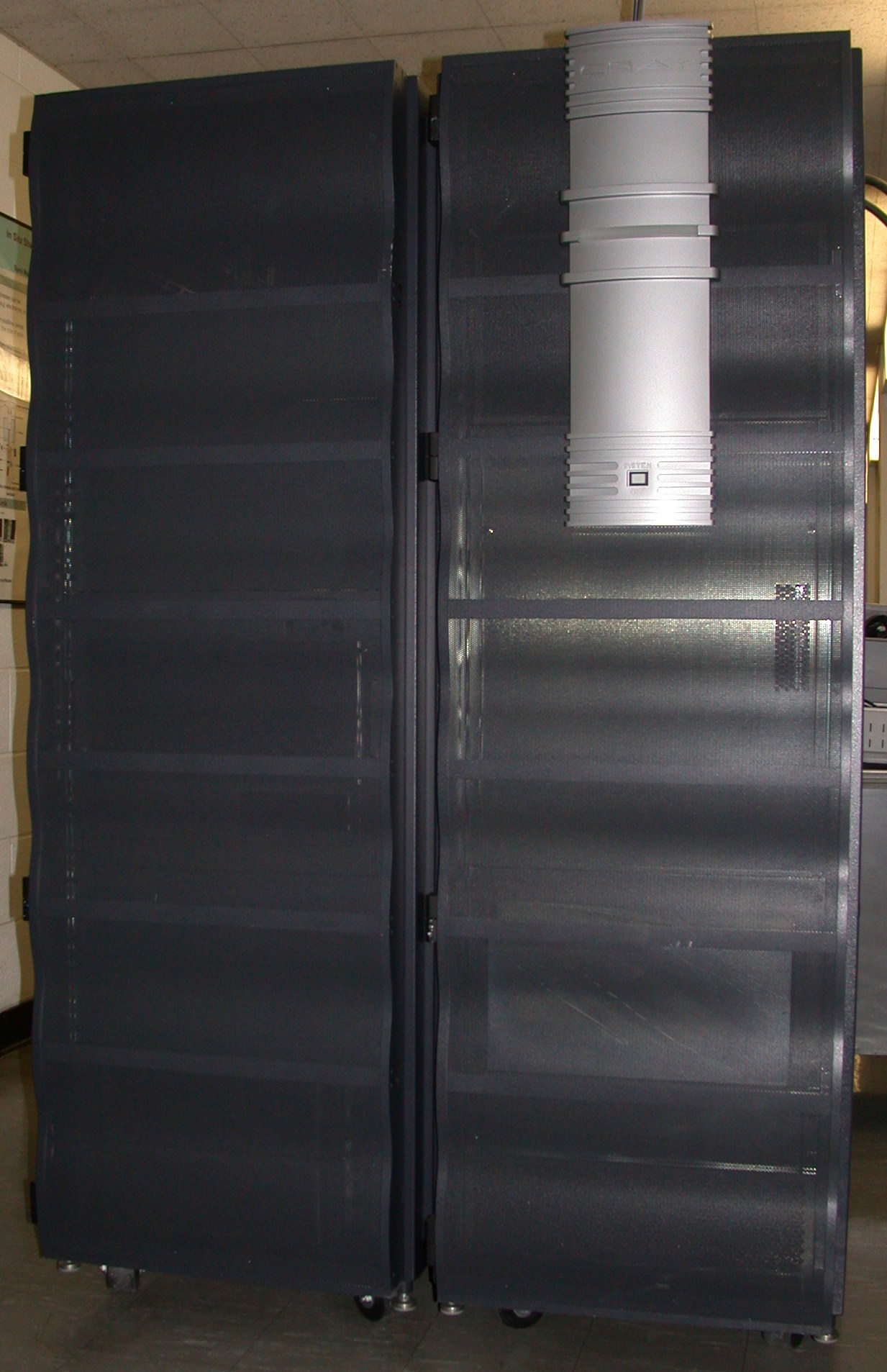
Supercomputer Cray J98

La serie Cray J90 (nome in codice durante lo sviluppo Jedi) è una serie di supercomputer basati su processori vettoriali e un sistema di raffreddamento a liquido sviluppata dalla Cray Research e commercializzata nel 1994. Il J90 era un'evoluzione del Cray Y-MP EL ed era compatibile con il software Y-MP. Il sistema utilizzava il sistema operativo UNICOS. Il J90 gestiva fino a 32 processori CMOS da 100 MHz (10 ns). La memoria massima era di 4 GB e la banda passante massima del sistema era di 48 GB/s prestazioni non eccezionali rispetto al contemporaneo Cray T90 ma notevoli per la gamma di prezzo che occupava il J90. La gestione dell'I/O era demandata all'IOS (Input/Output Subsystem) chiamato IOS Model V. L'IOS-V era basato su processori SPARC e sul bus VME64 e sul sistema operativo in tempo reale VxWorks.
Il J90 era disponibile in tre configurazioni, il J98 con 8 processori, il J916 con 16 processori e il J932 con 32 processori.
Nel 1997 venne presentato la serie J90se con processori a 200 MHz e con l'aggiunta del sistema GigaRing I/O basato su quello utilizzato dai Cray T3E e Cray SV1 che sostituiva l'IOS-V. Successivamente vennero installati i processori SV1 sul J90se per incrementare le prestazioni del sistema senza modificarne l'architettura.